# Tevfik Köse
Tevfik Köse (* 12. Juli 1988 in Düsseldorf) ist ein türkischer Fußballspieler, der auch die deutsche Staatsangehörigkeit besitzt. Seine Eltern stammen aus der türkischen Provinz Bayburt.

## Karriere

### Verein
Tevfik Köses erste Profistation war die zweite Mannschaft von Bayer 04 Leverkusen, die ihn an den türkischen Verein Ankaraspor verlieh. Hier debütierte er am 2. September 2007 gegen Kasımpaşa Istanbul in der ersten Liga und schoss in diesem Spiel sein erstes Tor. Am Ende der Saison kehrte er nach Leverkusen zurück.
Vor Beginn der Spielzeit 2008/09 verlieh ihn Bayer Leverkusen für ein Jahr erneut an einen türkischen Verein, diesmal an Kayserispor. Nach der Saison ließ Kayserispor die Möglichkeit, eine Kaufoption zu ziehen, jedoch ungenutzt.
In der Winterpause der Saison 2009/10 wechselt Köse zu Istanbul Büyükşehir Belediyespor. Entscheidend für die Transferzusage Köses, war die Tatsache, dass Istanbul BB von Abdullah Avcı trainiert wurde, jener Trainer mit dem Köse bereits bei der türkischen U-17-Nationalmannschaft erfolgreich zusammenarbeitete.
Nach dem Abstieg Istanbul BBs in die TFF 1. Lig zum Sommer 2013 verließ Köse den Verein und wechselte zum neuen Erstligisten Çaykur Rizespor.
Zur Saison 2015/16 wechselte Köse zum Zweitligisten Boluspor, nach einem Jahr zu Adana Demirspor und eine halbe Saison später zu Büyükşehir Gaziantepspor. Auch diesen Verein verließ er nach einer Saison und wechselte zum Istanbuler Stadtteilklub Tuzlaspor. Wiederum nur vier Monate später schloss er sich im Januar 2018 dem Drittligisten Sakaryaspor an.

### Nationalmannschaft
Mit der türkischen U17-Nationalmannschaft wurde er am 14. Mai 2005 Europameister.
Köse durchlief ab der türkischen U-16 sämtliche türkischen Jugendnationalmannschaften. 2005 nahm der mit der türkischen U-17 an der U-17-Fußball-Europameisterschaft 2005 teil und wurde zum Ende Turniersieger. Mit seinen sechs Turniertreffern wurde er Torschützenkönig des Turniers und hatte maßgeblichen Anteil an dem Erfolg seiner Mannschaft. Im gleichen Jahr nahm er an der U-17-Fußball-Weltmeisterschaft 2005 und belegte mit seiner Mannschaft den vierten Platz. Zum Kader gehörten Spieler wie Nuri Şahin und Deniz Yılmaz.
Im Rahmen des Turniers von Toulon 2012 wurde Köse im Mai 2012 für die zweite Auswahl der türkischen Nationalmannschaft nominiert. Die türkische A2 nominierte hierfür Spieler, die jünger als 23 Jahre waren, um die Altersbedingungen für das Turnier zu erfüllen. Die Mannschaft schaffte es bis ins Finale und unterlag dort der Auswahl Mexikos. Köse zählte während des Turniers zu den Leistungsträgern seines Teams.

## Erfolge
- Istanbul BB:
  - türkischer Pokalfinalist (1): 2011

- Türkische U-17-Nationalmannschaft:
  - Gewinn der U-17-Europameisterschaft: 2005
  - Erreichen des Halbfinales der U-17-Weltmeisterschaft: 2005

- Zweite Auswahl der Türkischen Nationalmannschaft:
  - Vizemeisterschaft im Turnier von Toulon (1): 2012
  - International Challenge Trophy: 2011–13

- Individuell
  - Torschützenkönig der U-17-Europameisterschaft: 2005